# Caldo galego

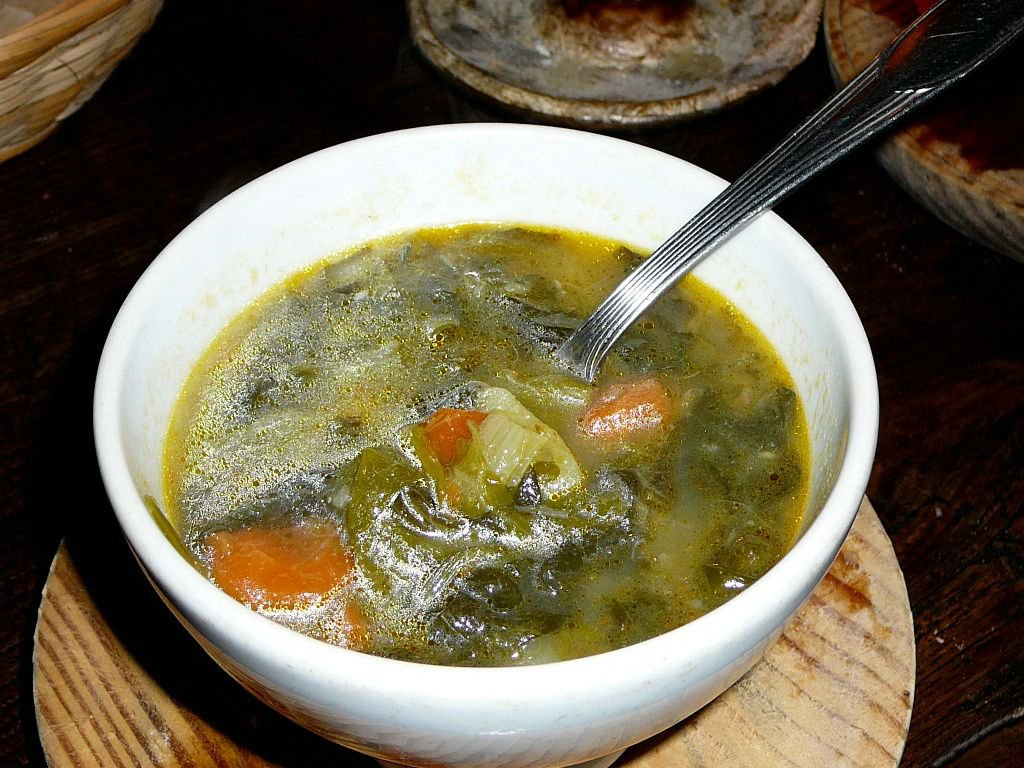
Caldo galego

Der Caldo galego (galicisch) oder Caldo gallego (spanisch), „galicische Brühe“, ist ein Eintopf, der als Spezialität der galicischen Küche gilt. Gekocht wird Caldo in unterschiedlichen Variationen mit Couve galega (Galizischer Kohl, vergleichbar Markstammkohl oder Grünkohl) und Speiserüben samt dem Rübstiel, weißen Bohnen, Kartoffeln, Brühe sowie Speck. Bisweilen kommt Chorizo hinzu, auch Hühnerfleisch oder Schweinebauch. Er gilt als eine typische Winterspeise, die durch wiederholtes Aufkochen im großen Kessel an Wohlgeschmack gewinnt und mit Weißbrot gegessen wird. Vergleichbar ist der Caldo verde der portugiesischen Küche.